# 逢澤莉娜
逢澤莉娜（日语：／ Aizawa Rina，1991年7月28日—）是日本女演員，出生於大阪府，Box Corporation旗下女藝人。身高162cm，獅子座，血型O型。另外，逢澤莉娜的興趣包含排球活動。
她曾在拍攝特攝作品《炎神戰隊轟音者》，飾演轟音黃（樓山早輝）。

## 參與作品

### 電視劇
- 炎神戰隊轟音者（2008年2月17日－2009年2月8日，朝日電視台）：飾演 轟音黃／樓山早輝[1]
- 神南署安積班（日语：ハンチョウ〜神南署安積班〜）（2009年，TBS）
- NHK大河劇《天地人》 第39集－第44集（2009年9月27日－11月1日，NHK）：飾演 阿松
- 柳生武藝帳（日语：柳生武芸帳）（2010年1月2日，東京電視台）：飾演 夕姫（女主角）
- LIAR GAME Season 2 大結局（2010年1月19日，富士電視台）：飾演 丘邊麗子
- 左眼偵探EYE（2010年，日本電視台）
- 記憶之海（日语：記憶の海）（2010年3月22日－3月25日，TBS）：飾演 塚本真里
- 圈套 特別篇2（2010年5月15日，朝日電視台）：飾演 石坂麗子
- 無法坦誠相對 第6集－第7集（2010年5月20日－27日，富士電視台）：飾演 前田由起
- 震撼鮮師（2010年7月10日－9月18日，TBS）：飾演 水野繭
- 水曜推理9（日语：水曜ミステリー9） 街占師 ～北白川晶子的事件占卜～2（日语：街占師 〜北白川晶子の事件占い〜）（2012年1月11日，東京電視台）：飾演 神倉明日香
- （2012年3月26日，NHK BS Premium）：飾演 木村穗乃花
- 新迷宮先生（2012年，朝日放送）
- 我的暑假（日语：ぼくの夏休み） 第2部（2012年8月7日－31日，東海電視台）：飾演 望月知佳
- 婆媳誰怕誰（2013年1月17日－3月14日，朝日電視台）：飾演 川村
- 奪命劍（2013年2月9日，朝日電視台）：飾演 阿玉
- 神探伽利略 第二季（2013年4月15日－，富士電視台）：飾演 遠野美咲
- 遺留搜查 第三季（2013年，朝日電視台）
- 晨間劇 多謝款待 最終週（2014年3月24日－25日、NHK）：飾演 野川路代
- ST 紅與白的搜查檔案（2014年）
- Dear Sister（2014年，富士電視台）
- 太鼓持ちの達人〜正しい××のほめ方〜（2015年）
- 醜男與野獸（2015年）
- 新牡丹與薔薇（2015年11月 - ）
- 人渣的本願（2017年）：飾演 皆川 茜
- 警視廳・捜査一課長（日语：警視庁・捜査一課長）警視庁・捜査一課長（2018年，朝日電視台）飾演 鈴村美加
- Silent Voice 行動心理搜查官楯岡繪麻（2018年10月 - 12月，BS東視 / 2019年1月 - 3月，東京電視台）：飾演 矢田部香澄（第10集）
- 超人力霸王Trigger（2021年，東京電視台）：飾演 靜間百合花（第9集）
- 18歲、新妻、不倫。（2023年，朝日放送電視台・朝日電視台）：飾演 真宮蘭

### 電視演出
- 全國高校足球　茨城大賽（2008年11月8日，日本電視台）
- （2008年11月22日，日本電視台）
- （2008年12月27日，日本電視台）
- 全國高校足球開幕戰（2008年12月30日，日本電視台）
- （2009年1月1日－3日、1月5日、1月10日-12日，日本電視台）
- （2009年1月4日，日本電視台）
- （2009年1月11日，日本電視台)

### 電影
- 炎神戰隊轟音者 BUNBUN!BANBAN!劇場BANG!!（2008年8月9日，東映）：飾演 轟音黃／樓山早輝
- 炎神戰隊轟音者 VS 激氣連者（2009年1月24日，東映）：飾演 轟音黃／樓山早輝
- 華鬼「華鬼X神無編」（2009年11月21日，Jolly Roger）：飾演 朝霧神無
- 侍戰隊真劍者VS轟音者 銀幕BANG!!（2010年1月30日，東映）：飾演 轟音黃／樓山早輝
- 俏妞出招（2011年4月1日，ASMIK ACE ENTERTAINMENT）：飾演 小宫山麻美
- 豪快者 護星者 超級戰隊199英雄大決戰（2011年6月11日，東映）：飾演 轟音黃／樓山早輝

### 網上節目
- 炎神戰隊轟音者 BONBON!BONBON!網上BONG!!（2008年）：飾演 轟音黃 / 樓山早輝
- I am GHOST（2009年10月－，Bee TV）：飾演 佳奈黄鹤楼

### Original Video
- 炎神戰隊轟音者特別DVD 研討會!全員GO-ON!（2008年）：飾演 轟音黃 / 樓山早輝

### 廣告
- 興和
  - （2009年5月－）
  - （2009年9月－）
- 日本肯德基炸雞店
  - （2009年10月－）#web CM

### 廣告照片
- 2008年度秋季火災預防運動平面廣告（2008年，全國消防協會）

### 其它
- 第87屆全國高等學校足球錦標賽應援經理（2008年12月30日－2009年1月12日）

## 作品

### CD
- 炎神戰隊轟音者 G3 PRINCESS CD-BOX（2008年10月1日，古倫美亞音樂娛樂）

### DVD
- Smile（2008年7月21日，東映VIDEO）
- （2009年9月25日，哇泥书籍）

### 寫真集
- 炎神戰隊轟音者寫真集 Mach全開！（2008年8月2日，一迅社）
- G3 PRINCESS FACIAL BOOK（2008年10月1日，Gakken）
- 炎神戰隊轟音者角色書集 Let's GO ON!!!!（2009年2月5日，東京新聞通信社）
- 逢澤莉娜第一写真集 [Rina] （2009年7月28日，哇泥书籍）

## 外部連結
- 逢澤莉娜官方網站 （页面存档备份，存于）（日語）

| 前任： 福井未菜 （獸拳戰隊激氣連者） | 日本超級戰隊系列黃色戰士演員 炎神戰隊轟音者 2008年2月17日－2009年2月8日 | 繼任： 森田涼花 （侍戰隊真劍者） |